# Allomyia acanthis
Allomyia acanthis là một loài Trichoptera trong họ Apataniidae. Chúng phân bố ở miền Tân bắc.